# バスケットボールエジプト代表
バスケットボールエジプト代表（Egypt national basketball team）は、エジプトバスケットボール連盟により国際大会に派遣されるバスケットボールのナショナルチームである。
本項では1958年-1971年のアラブ連合共和国も一緒に扱う。

## 歴史
1936年に初の国際大会となるベルリン五輪に参加。1937年には国際バスケットボール連盟及び欧州連盟（現FIBAヨーロッパ）に加盟し、ユーロバスケットにも参加。1949年には自国開催で優勝を遂げる。
1962年にアフリカ連盟（現FIBAアフリカ）に転籍。アフリカ選手権でも第1回をはじめ4度優勝している。（4回ともすべて自国開催。しかし1992年大会は3位に甘んじ、ユーロバスケットと合わせた自国開催での優勝は5回でストップしている。）
しかし近年は低迷が続き、1994年の世界選手権以来世界の舞台から遠ざかっていたが、2014年に20年ぶりのワールドカップ（旧世界選手権）出場を決めた。

## 主な国際大会成績
- 夏季オリンピック
  - 1936年：15-18位
  - 1948年：19位
  - 1952年：9-16位
  - 1972年：16位
  - 1976年：12位
  - 1992年：銅メダル
  - 1984年：12位
  - 1988年：12位
- ワールドカップ（旧世界選手権）
  - 1950年：5位
  - 1959年：11位
  - 1970年：13位
  - 1990年：16位
  - 1994年：14位
  - 2014年：24位
  - 2023年 : 20位
- ユーロバスケット
  - 優勝：1回（1949年）
- アフリカ選手権
  - 優勝：4回（1962年,1970年,1975年,1983年）

## 主な歴代代表選手
- アッセム・マレイ
- アダム・ムサ
- パトリック・ガードナー
- アムル・アブデルハリム
- イハーブ・サレフ

## 歴代ヘッドコーチ
- ロイ・ラナ (2021-2023)[1]